# سان بيدرو دي فيلاماخور
بلدية سانت بيري دي بيلاماجور (بالكاتالانية: Sant Pere de Vilamajor) هي إحدى بلديات مقاطعة برشلونة، والتي تقع في منطقة كاتالونيا، شرق إسبانيا.
يبلغ عدد سكانها 3.728 نسمة وفقاً لإحصائية سنة (2007).